# حزب العدل
حزب العدل هو حزب سياسي مصري تم الإعلان عن تأسيسه في مايو 2011 عقب ثورة 25 يناير. عقد المؤتمر الأول للحزب في حديقة الأزهر بالقاهرة، حيث قام مجموعة من المفكرين والنشطاء السياسيين بالإعلان عن برنامج وأهداف الحزب ومبادئه الأساسية. ومن ضمن مؤسّسيه عدّة حركات منها حركة 6 أبريل وحركة كفاية والجمعية الوطنية للتغيير. ومن المتوقع أن يتنافس مرشحو الحزب على ما بين 50 و 75 دائرة انتخابية خلال الانتخابات البرلمانية.

## التأسيس
من ضمن مؤسسي الحزب:
- عبدالمنعم إمام
- د. وحيد عبد المجيد
- د. عمرو الشوبكي (عالم السياسة)
- د. عبد الجليل مصطفى (المنسق العام لحركة كفاية)
- قالب:سمير مرقص

## قيادات الحزب الحالية
- رئيس الحزب: عبدالمنعم امام[3]
- الأمين العام: اسماعيل عبدالمجيد سالم
- رئيس المكتب السياسى : عبدالعزيز السناوى
- أمين سر المكتب السياسى : أحمد صبره
- أمين التنظيم : حسام حسن
- امين العضوية : على أبوحميد
- أمين مساعد التنمية البشرية : حسين ابو النصر
- امين مساعد الاعلام : مى سليم
- امين مساعد المرأة : فاطمة عادل

## التوجه
يعرف الحزب نفسه بأنه حزب البرنامج وليس الإيديولوجيا، كما يقدم نفسه على أنه حزب ليبرالى اجتماعي يحترم العادات والتقاليد المصرية، وأنه منفتح لكافة الميول السياسية القريبة له.
تعتمد رؤية الحزب على دولة مدنية، عادلة وحرة، حديثة، ناهضة بأبنائها، مشاركة ومضيفة للحضارة الإنسانية.

## رؤية الحزب
مصر دولة عادلة وحرة، حديثة، ناهضة بأبنائها، مشاركة ومضيفة للحضارة الإنسانية.
حزب العدل ولد بعد الثورة، أسسه مصريون من جميع طوائف الشعب، وهو حزب يعتز بهويته المصرية ويسعى لإقامة دولة فتية، يسودها العدل والحرية، ويؤسس لتيار رئيسي مصري ملامحه، يتبنى منهجية التنمية المستدامة متجاوز للقوالب الأيدلوجية الجامدة.
يتصالح مع إطار محيطه الداخلي والخارجي في ظل استلهامه من تراثه وأصالته ومعضلاته الحاضرة
يرسخ دولة المؤسسات المدنية في ظل تصالح مع الأديان ومؤسساتها
يعمق التمكين واللامركزية بغير تفريط في وحدة الوطن
يشجع الاستثمار المنتج للقطاع الخاص مع إيمان عميق بالدور الاجتماعي للدولة
يوازن بين ضرورات الحاضر التنموية وآمال المستقبل في البحث والتطوير.

## قيم الحزب
- الوسطية بمفهوما السياسي والاقتصادى والثقافى والاجتماعي، أي تحقيق التوازن بين قيمة الحرية وقيمة العدالة وبين الأسس التي تقوم عليها الدولة الحديثة وقيم المجتمع الدينية والثقافية.
- الإنسان هو محور النهضة والقيم محفزان.
- التنمية المستدامة هي محور التخطيط لنهضة الوطن.
- العدالة الأجتماعية هي فريضة أساسية.
- العقلانية والمنهجية والتخصصية والعمل الجماعى جميعها شروط للوصول للدولة الحديثة.
- ثقافة الاختلاف وقبول رأى الأخر.
- الايجابية والمبادرة، والإيمان بأن الوطن مسئولية الجميع.

## أهداف الحزب
- تحقيق مكتسبات الثورة والحفاظ عليها (كرامة، حرية, عدالة اجتماعية)
- التحول الديمقراطى وبناء دولة المؤسسات المعبرة عن إرادة الجماعة الوطنية المصرية.
- بناء الإنسان المصري تعليمياً وصحياً وتوفير مسكن له وتمكينه (وتدريبه وتوفير مناخ ديمقراطى مدني يسمح بالحريات ويؤسس لدولة المواطنة)هو أساس النهضة.
- تحقيق نهضة علمية شاملة.
- تعزيز المشاركة السياسية والاجتماعية وترسيخ المواطنة لدى المصريين بالداخل والخارج.
- تنمية اقتصادية مستدامة تحقق العدالة الاجتماعية والأمن القومى.
- تحقيق الاكتفاء الذاتى من المياه والطاقة من خلال التحول إلى الاعتماد على مصادر الطاقة الجديدة والمتجددة.
- مصر دولة تضيف إلى للحضارة والتراث الإنسانى ولها دور إقليمى ودولي رائد.

## علاقة الدين بالدولة
يؤمن الحزب بالمادة الثانية من الدستور الموجودة في دستور عام 1971 التي تتحدث عن اللغة العربية هي اللغة الرسمية للدولة وأن مبادئ الشريعة الإسلامية هي المصدر الرئيسى للتشريع. ويتبنى حزب العدل وثيقة الأزهر التي تنص على:-
دعم تأسيس الدولة الوطنية الدستورية الديقراطية الحديثة
التي تعتمد على دستور ترتضيه الامة يفصل بين سلطات الدولة ومؤسساتها القانونية الحاكمة يحدد إطار الحكم، ويضمن الخقوق والوجبات لكل افردها على قدم المساواة، بحيث تكون سلطة التشريع فيها لنواب الشعب ؛ بما يتوافق مع المفهوم الإسلامي الصحيح، حيث لم يعرف الإسلام لا في تشريعاته ولا حضارته ولا تاريخه ما يعرف بالدولة الدينية الكهنوتية التي تسلطت على الناس وعانت منها البشرية في بعض مراحل التاريخ بل ترك للناس إدارة مجتمعهم واختيار الأليات والمؤسسات المحققة لمصالحهم، شريطة أن تكون المبادئ الكلية للشريعة الإسلامية هي المصدر الأساسي للتشريع وبما يضمن لأتباع الديانات الأخرى الاحتكام إلى شرائعهم في قضايا الأحوال الشخصية.